# دانه‌خوار مسی
دانه‌خوار مسی (نام علمی: Sporophila bouvreuil) نام یک گونه از سرده دانه‌خوارهای اصلی است.